# Provincia di Yacuma
La provincia di Yacuma è una provincia della Bolivia situata nel dipartimento di Beni. Il capoluogo è Santa Ana del Yacuma.

## Geografia antropica

### Suddivisioni amministrative
La provincia è suddivisa in due comuni:
- Exaltación
- Santa Ana del Yacuma